# Obradovci
Obradovci es una localidad de Croacia situada en el municipio de Zdenci, en el condado de Virovitica-Podravina. Según el censo de 2021, tiene una población de 41 habitantes.

## Demografía
| Gráfica de población de Obradovci 1857-2011                        |
|                                                                    |
| Según los censos de población de la Oficina de Estadísticas Croata |